# Justizanstalt Gerasdorf

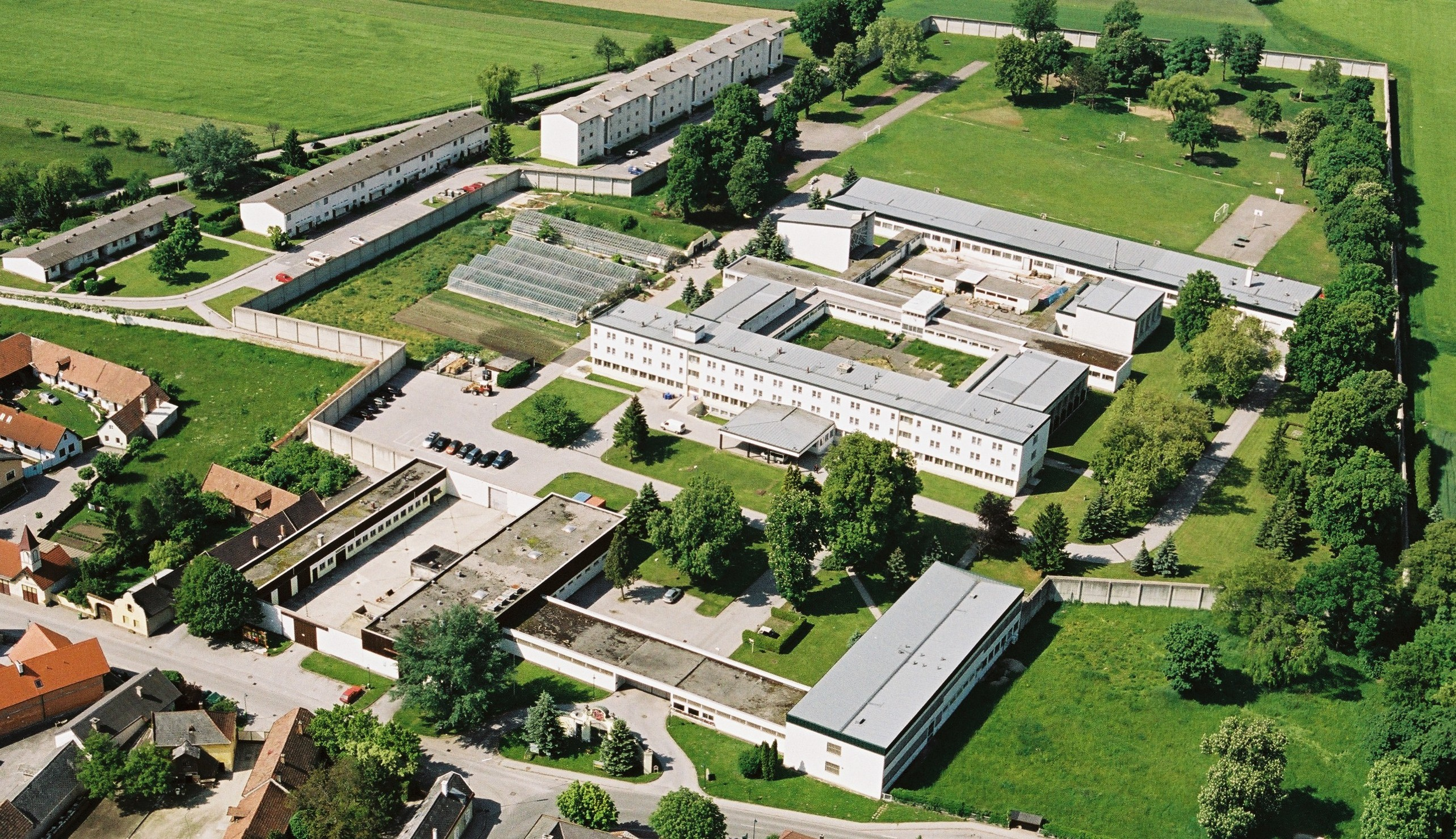
Ansicht der Justizanstalt Gerasdorf

Die Justizanstalt für Jugendliche Gerasdorf ist eine Sonderanstalt des österreichischen Strafvollzugswesens. Die Justizanstalt liegt im Gemeindegebiet der Gemeinde St. Egyden am Steinfeld in Niederösterreich. Eine besondere Stellung unter den österreichischen Justizanstalten kommt der Einrichtung dadurch zu, dass sie die derzeit einzige Anstalt ist, in der ausschließlich (männliche) Jugendliche und junge Erwachsene untergebracht werden (weibliche Häftlinge werden in der rund 10 km entfernten Justizanstalt Schwarzau inhaftiert). Obwohl auch in anderen Justizanstalten in Österreich jugendliche Häftlinge untergebracht werden können, ist diese Einrichtung primär für den Vollzug von Jugendstrafhaften vorgesehen. Zusätzlich werden in Gerasdorf seit der Errichtung der „Sonderabteilung D“ im Jahr 2002 auch Jugendliche untergebracht, die nach § 129 StVG zu psychischen Besonderheiten neigen oder nach § 21 Abs. 1 oder 2 und § 22 StGB im Maßnahmenvollzug untergebracht sind.

Mit Verordnung des Bundesministers für Verfassung, Reformen, Deregulierung und Justiz vom 21. Dezember 2018 wurde im Zuge einer Änderung der Sprengelverordnung die Einrichtung einer Außenstelle der Justizanstalt Wien-Josefstadt und der Justizanstalt Wiener Neustadt angeordnet. Mit Einrichtung dieser Außenstellen ist die Justizanstalt Gerasdorf nun auch für den Vollzug der Untersuchungshaft von männlichen Jugendlichen dieser Justizanstalten zuständig.

## Grundsätzliches
Der Vollzug in der Justizanstalt für Jugendliche Gerasdorf orientiert sich ausschließlich an bestehenden Gesetzen sowie am aktuellen Wissensstand der Erziehungswissenschaften, der Psychologie, Sozialarbeit und anderen Wissensgebieten (z. B. Medizin), die für die Arbeit mit straffälligen jungen Menschen entscheidend sind.
Das Leben in der Justizanstalt für Jugendliche Gerasdorf soll weitgehend den Lebens- und Rechtsverhältnissen in Freiheit angeglichen werden.
Durch gezielten Einsatz erzieherischer Mittel soll eine Verhaltensänderung der jungen Menschen bewirkt und ein Beitrag für eine faire Chance für ein straffreies Leben nach der Entlassung geleistet werden.
Den der Anstalt anvertrauten jungen Menschen soll eine Möglichkeit zur Entwicklung eigener Autonomie innerhalb klarer äußerer Rahmenbedingungen in einer Atmosphäre weitgehender Gewaltfreiheit und die für eine solche Entwicklung notwendigen Lernmöglichkeiten geboten werden.
Lernmöglichkeiten sollen vor allem geboten werden auf dem Gebiete
- der beruflichen und schulischen Aus- und Fortbildung
- der Erlangung einer den Erfordernissen des Arbeitslebens angepassten Arbeitshaltung
- der sinnvollen Verwendung von Freizeit
- der gegenseitigen Akzeptanz in der Gruppe unter Einbeziehung fremder Kulturen und
- der Gestaltung von belastbaren zwischenmenschlichen Beziehungen (auch zum anderen Geschlecht).

Die psychologische, psychiatrische und sonstige medizinische Behandlung der jungen Menschen bildet einen weiteren Schwerpunkt der Tätigkeit, ebenso wird die materielle Sanierung der Insassen angestrebt.
Der Abteilungsdienst ist eine der vier Säulen bei der Arbeit in der Justizanstalt für Jugendliche Gerasdorf (Abteilungsdienst, Werkstättendienst, Freizeitbetreuung, Fachdienste) und wird auf der Grundlage der dafür geltenden Bestimmungen des Jugendgerichtsgesetzes(JGG), des Strafvollzugsgesetzes(StVG), des Vollzugshandbuches(VZH), des Leitbildes, der Verfügungen usw. geleistet.

## Geschichte
- 1952: Das Bundesministerium für Justiz erwägt, die in der Männerstrafanstalt Graz-Karlau eingerichtete Jugendabteilung durch eine ausschließlich dem Jugendstrafvollzug gewidmete Einrichtung zu ersetzen.
- 1961: Die Verwaltung der Liegenschaft des Schlosses Gerasdorf wird der Justizverwaltung übertragen. Diese richtet eine Außenstelle des Gefangenenhauses Wiener Neustadt ein und bewirtschaftet die zugehörigen land- und forstwirtschaftlichen Flächen.
- 2. Mai 1963: Nach Abschluss der Planungsarbeiten durch die Architekten Reichel und Riedel kommt es zum Beginn der Bauarbeiten an der Sonderanstalt für Jugendliche Gerasdorf.
- 1968: Über Antrag der Republik Österreich genehmigt das Amt der NÖ-Landesregierung als zuständige Baubehörde den Abbruch des Schlosses Gerasdorf mit Ausnahme des Torbogens, der unter Denkmalschutz gestellt wird.
- 16. März 1970: Eröffnung der Justizanstalt. Unter dem ersten Leiter der Anstalt, Theodor Sagl, wird der Betrieb in kleinem Umfang aufgenommen. Im Dezember 1971 wird die Jugendabteilung der Strafvollzugsanstalt Graz aufgelassen, die dort angehaltenen Strafgefangenen werden nach Gerasdorf überstellt.
- 30. November 1976: Die fertiggestellte Anlage wird nach Abschluss der Bauarbeiten von der Bauleitung der Justizverwaltung übergeben.
- 19. August 1985: Nach dem Übertritt des ersten Anstaltsleiters in den Ruhestand und der interimistischen Leitung durch Wolfgang Kunz wird Irene Karger mit der Leitung der Sonderanstalt betraut.
- 1. März 1993: Nach dem Übertritt von Karger in den Ruhestand und der interimistischen Leitung der Anstalt durch Wolfgang Kunz wird Reiner Gandolf mit der Leitung der Sonderanstalt für Jugendliche Gerasdorf betraut. Vom Bundesministerium für Justiz wird angeordnet, dass die Anstalt ab 1. November 1993 die Bezeichnung „Justizanstalt für Jugendliche Gerasdorf“ zu führen hat.
- 1998 bis 2003: Generalsanierung des Insassentrakts, Eröffnung am 1. Juli 2003.
- 1. Dezember 2002: Nach dem Übertritt Reiner Gandolf in den Ruhestand und der interimistischen Leitung durch Wolfgang Kunz wird Margitta Neuberger-Essenther mit der Leitung der Justizanstalt für Jugendliche Gerasdorf betraut.
- 28. Jänner 2011: Einrichtung einer Außenstelle der Justizanstalt Wien-Josefstadt.
- 1. Jänner 2019: In der Justizanstalt für Jugendliche Gerasdorf tritt ein allgemeines Rauchverbot in Kraft und somit ist die Justizanstalt Gerasdorf die erste "Nichtraucherjustizanstalt" Österreichs.
- 21. Dezember 2018: Einrichtung von Außenstellen der Justizanstalten Wien-Josefstadt und Wiener Neustadt

Im Juli 2023 wurde bekannt, dass sich eine Expertengruppe des Justizministeriums dafür ausgesprochen hat, die Unterbringung jugendlicher Strafgefangener in der Justizanstalt Gerasdorf zu beenden, diese künftig in der Justizanstalt Wien-Simmering unterzubringen und die JA Gerasdorf in weiterer Folge als Gefängnis für den Erwachsenenvollzug zu verwenden.

## Abteilungen und Belagsfähigkeit
Die Justizanstalt für Jugendliche Gerasdorf verfügt über vier Insassenabteilungen und hat eine Belagsfähigkeit von 122 Insassen.

## Personal
Neben der Leiterin und der Justizwache verfügt die Justizanstalt für Jugendliche Gerasdorf mit Stand vom 25. November 2018 über folgende Personalressourcen.
- fünf Psychologen im Psychologischen Dienst
- zwei Psychiater im Psychiatrischen Dienst
- vier Sozialarbeiter im Sozialen Dienst
- vier Sozialpädagogen im Sozialpädagogischen Dienst
- vier Lehrer im Pädagogischen Dienst
- ein praktischer Arzt und ein Zahnarzt im Ärztlichen Dienst
- zwei Bedienstete des Krankenpflegedienstes
- drei Seelsorger
- vier Vertragsbedienstete im Kanzleidienst
- acht Vertragsbedienstete im Handwerklichen Dienst

## Insassenausbildung
In der Justizanstalt für Jugendliche Gerasdorf besteht für die Insassen neben der Ausübung von verschiedenen Hilfsarbeitertätigkeiten auch die Möglichkeit einer Lehrausbildung. Es werden in 10 Lehrbetrieben 13 Lehrberufe angeboten. In der Justizanstalt für Jugendliche Gerasdorf ist für alle Insassen auch ein Arbeitsplatz vorhanden (Vollbeschäftigung). Die Lehrausbildung erfolgt in enger Zusammenarbeit mit der Lehrlingsstelle der niederösterreichischen Wirtschaftskammer.
Folgende Berufsausbildungen werden angeboten:
- Bäcker
- Elektrotechnik
- Frisör und Perückenmacher (Stylist)
- Gastronomiefachmann
- Restaurantfachmann
- Koch
- Karosseriebautechnik (Spengler, Karosseur, Lackierer, Fahrzeugfertiger)
- Kraftfahrzeugtechnik
- Lackiertechnik
- Maler und Beschichtungstechniker
- Maurer
- Metalltechnik
- Tischlerei

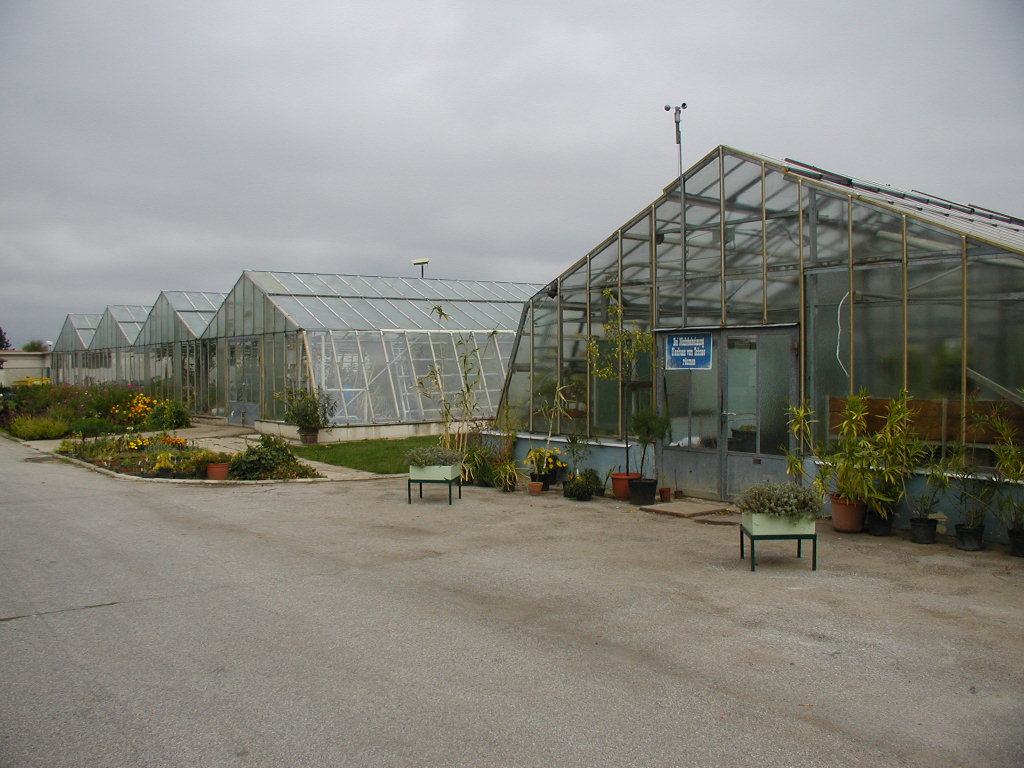
Gärtnerei
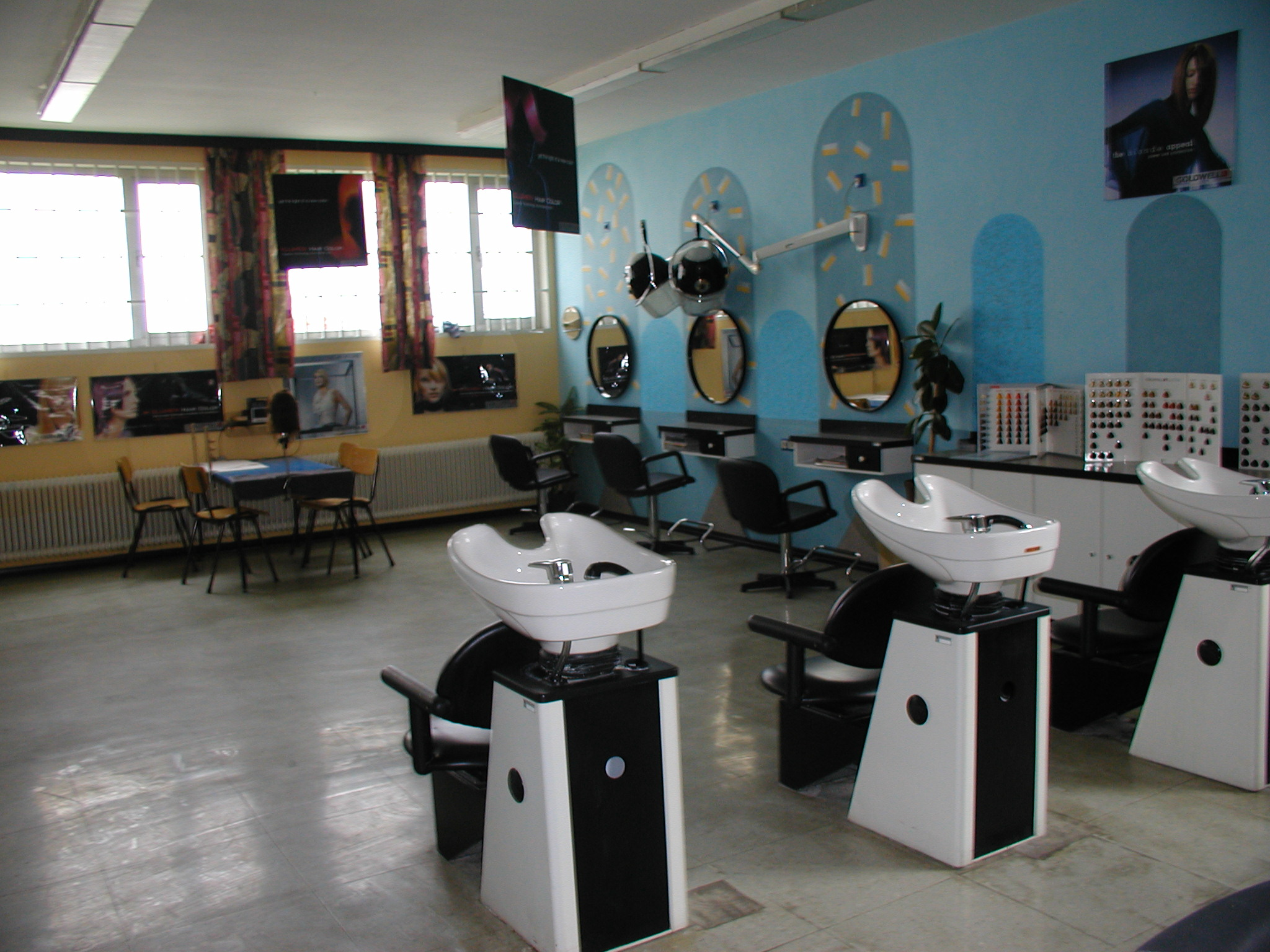
Frisör
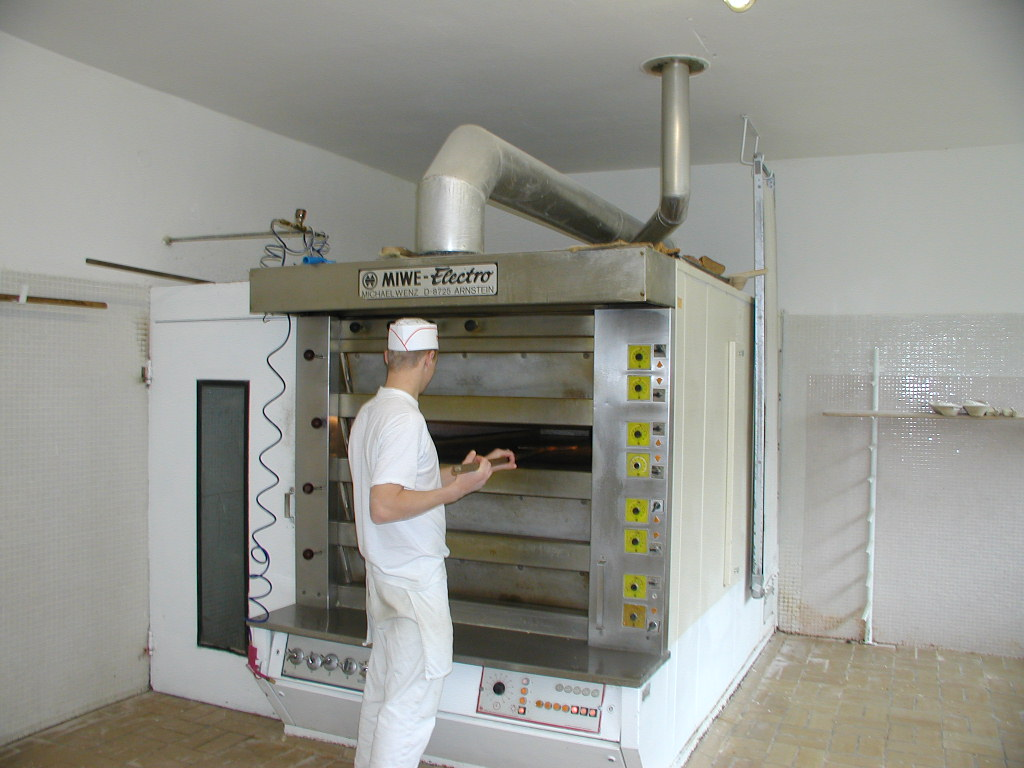
Bäckerei
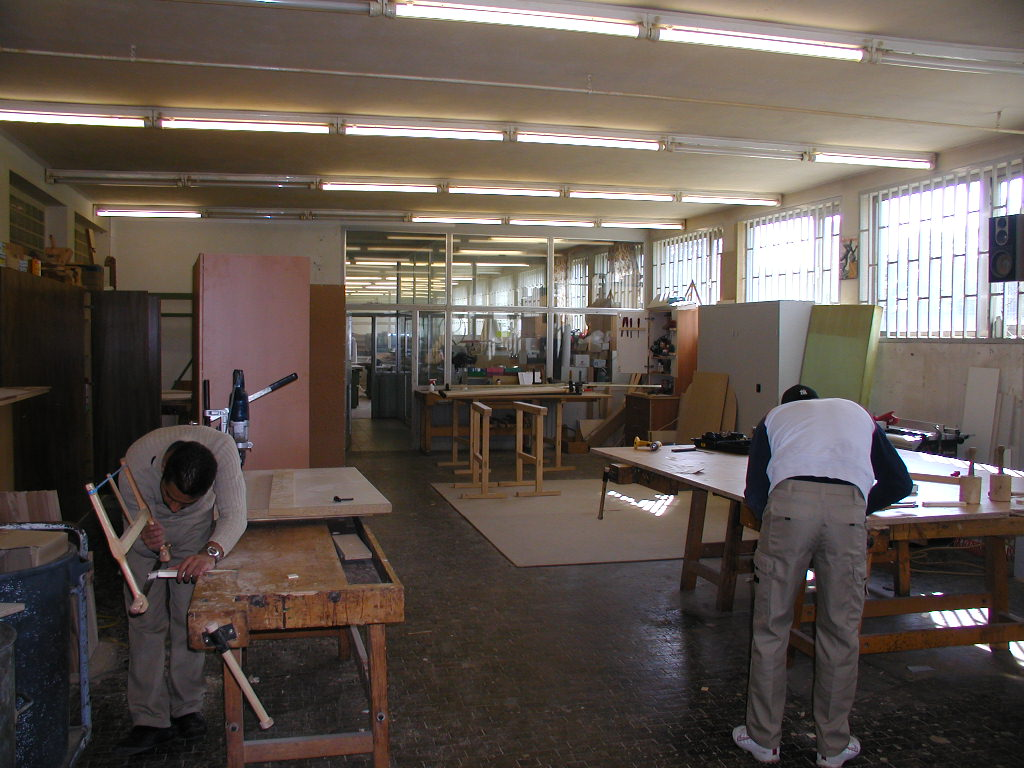
Tischlerei
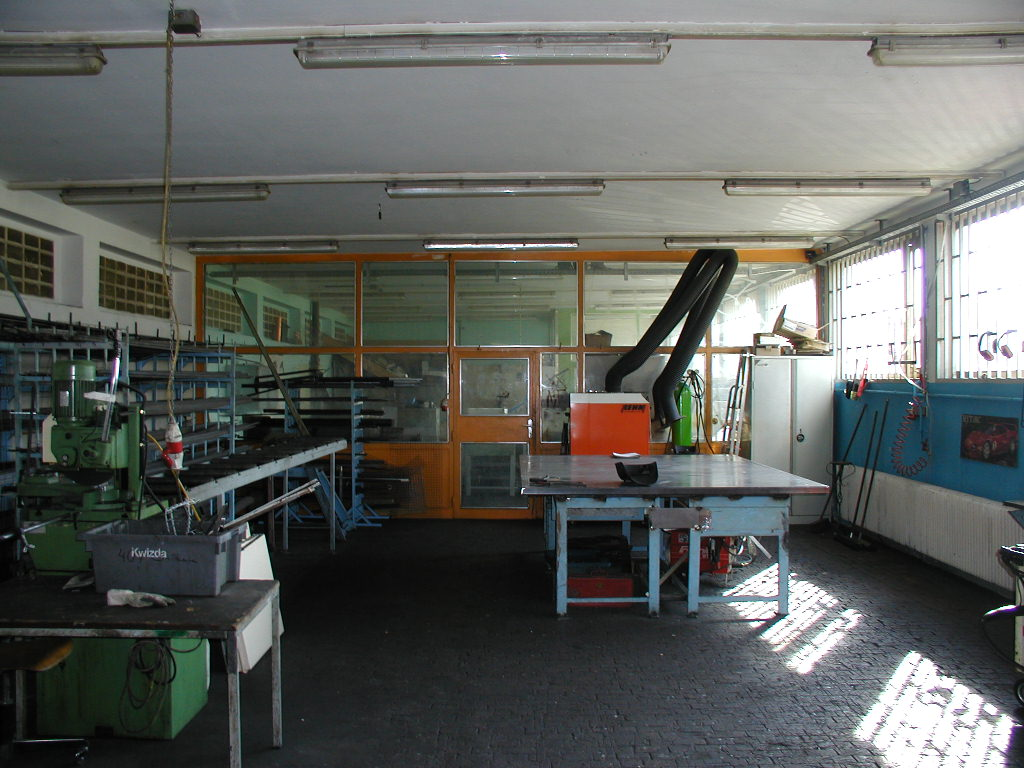
Metalltechnik
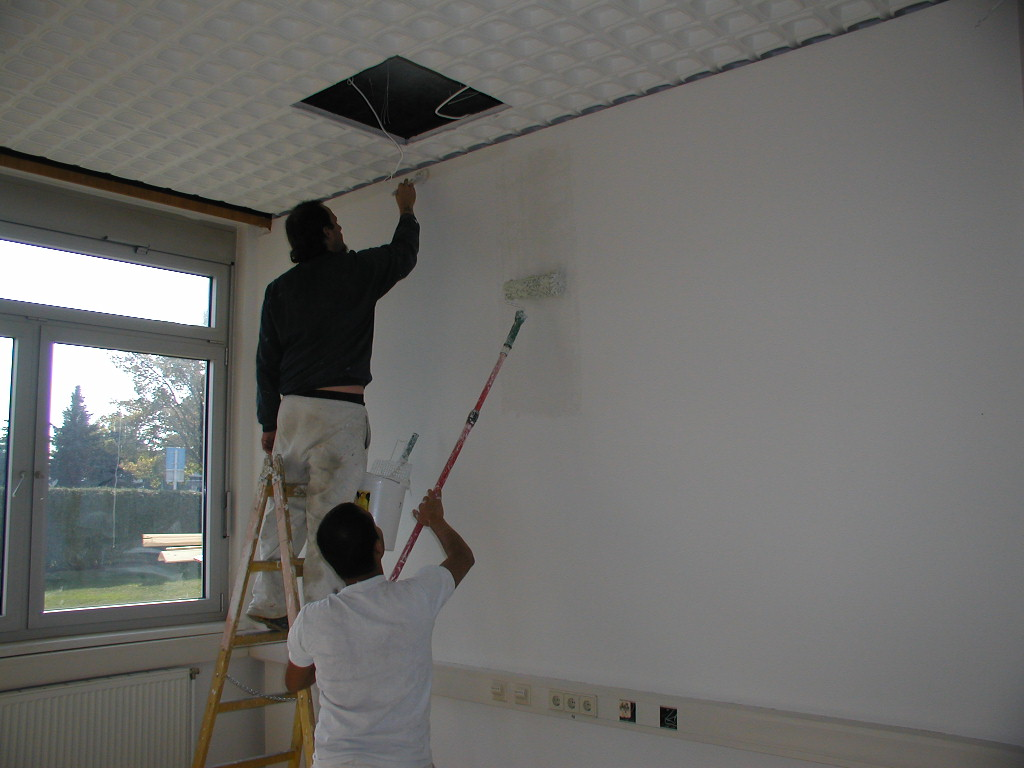
Maler und Beschichter
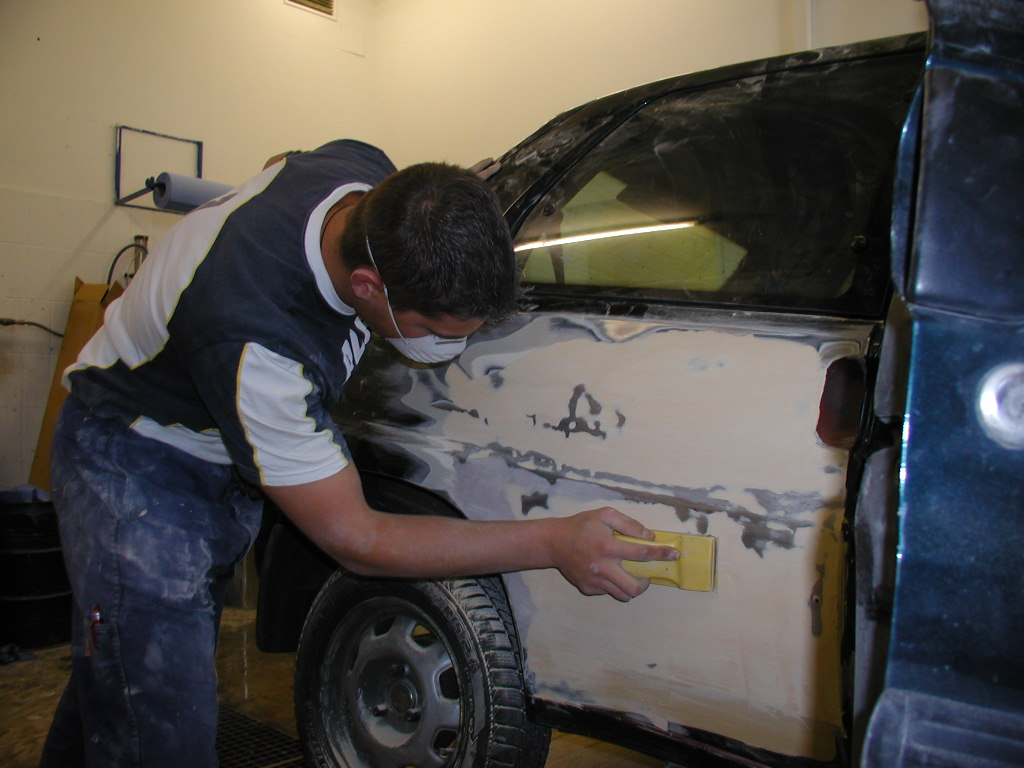
Karosseriebautechnik

Der Berufsschulunterricht wird in einer in die Justizanstalt integrierten Berufsschule mit Öffentlichkeitsrecht vorgenommen. Der Berufsschulunterricht wird von zwei Berufsschullehrern und den jeweiligen Betriebsleitern abgewickelt. Die Betriebsleiter sind in der Regel Justizwachebeamte, welche auch die Meisterprüfung für ihren Beruf und zusätzlich eine Ausbildung zu Berufsschullehrern absolviert haben.

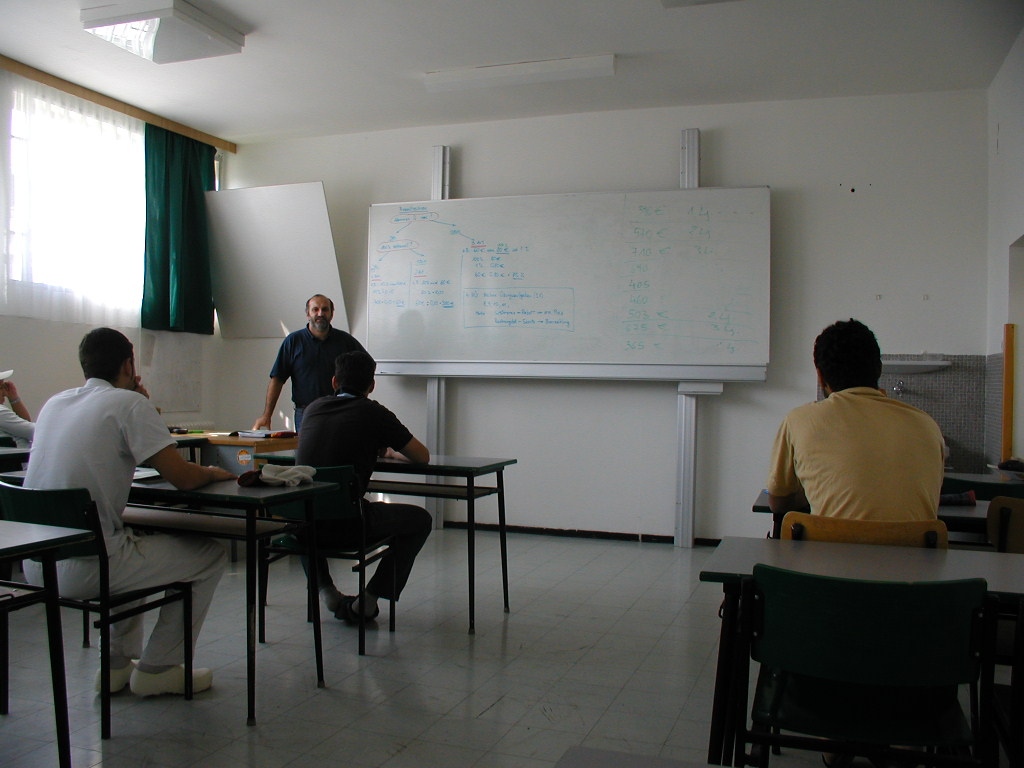
Klassenraum
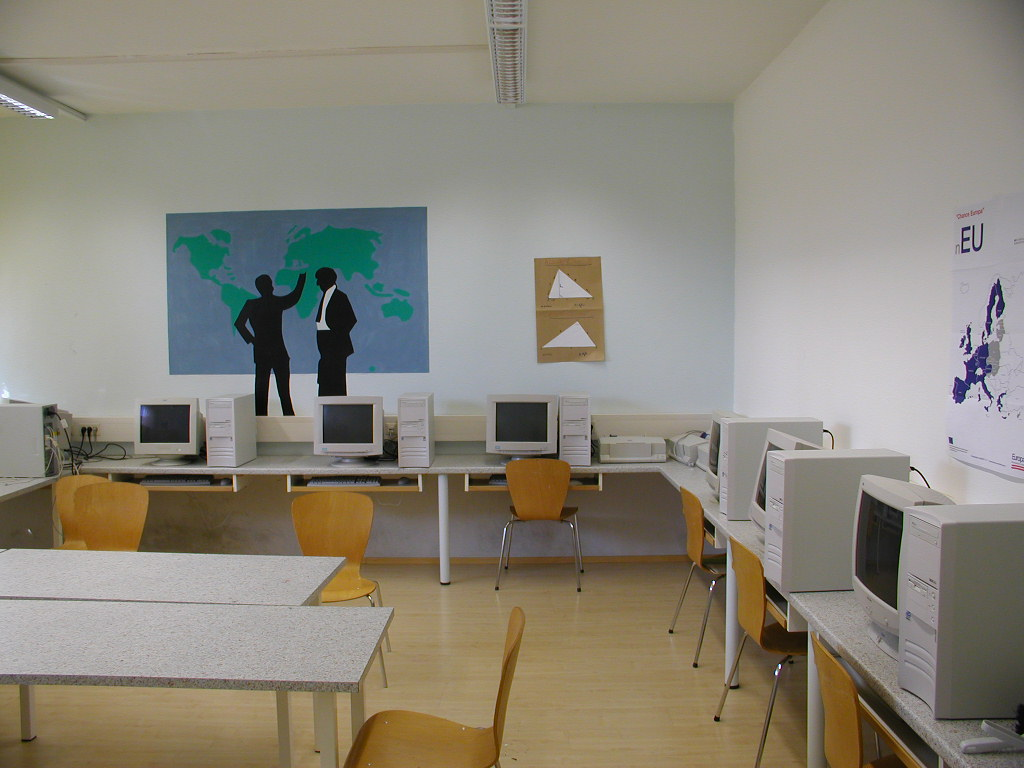
EDV-Raum

## Freizeitgestaltung der Insassen
Einer der Schwerpunkte bei der Betreuung der straffällig gewordenen Jugendlichen ist deren Betreuung in ihrer Freizeit. Für die Verhinderung von wiederholter Straffälligkeit nach der Haftentlassung ist neben der Arbeit und dem damit verbundenen Einkommen auch der sinnvolle Umgang mit der Freizeit von großer Bedeutung. Nach der täglichen Arbeit sowie an Wochenenden und Feiertagen besteht für die Insassen die Möglichkeit, an einem vielfältigen Angebot an betreuter Freizeitbeschäftigung teilzunehmen.
Freizeitangebote:

- Fußball

- Volleyball

- Dart

- Musikgruppe

- Tischtennis

- Diverse Gruppenausgänge wie z. B. Wandern/Radfahren/Museumsbesuche

- Filmvorführungen

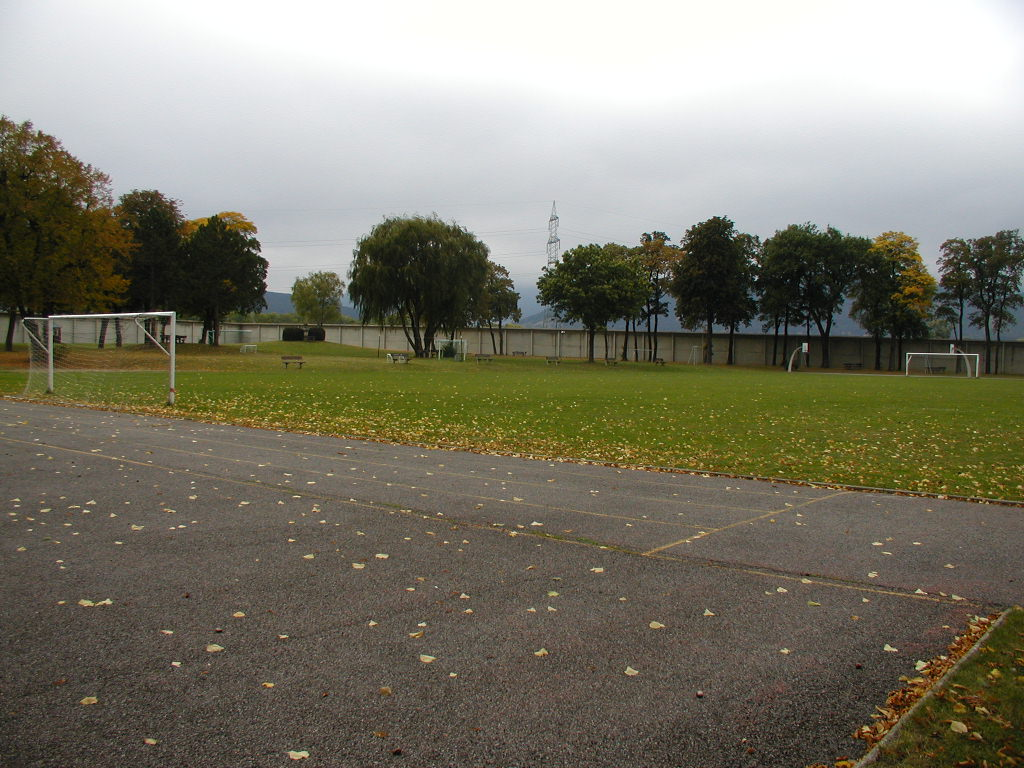
Fußballplatz
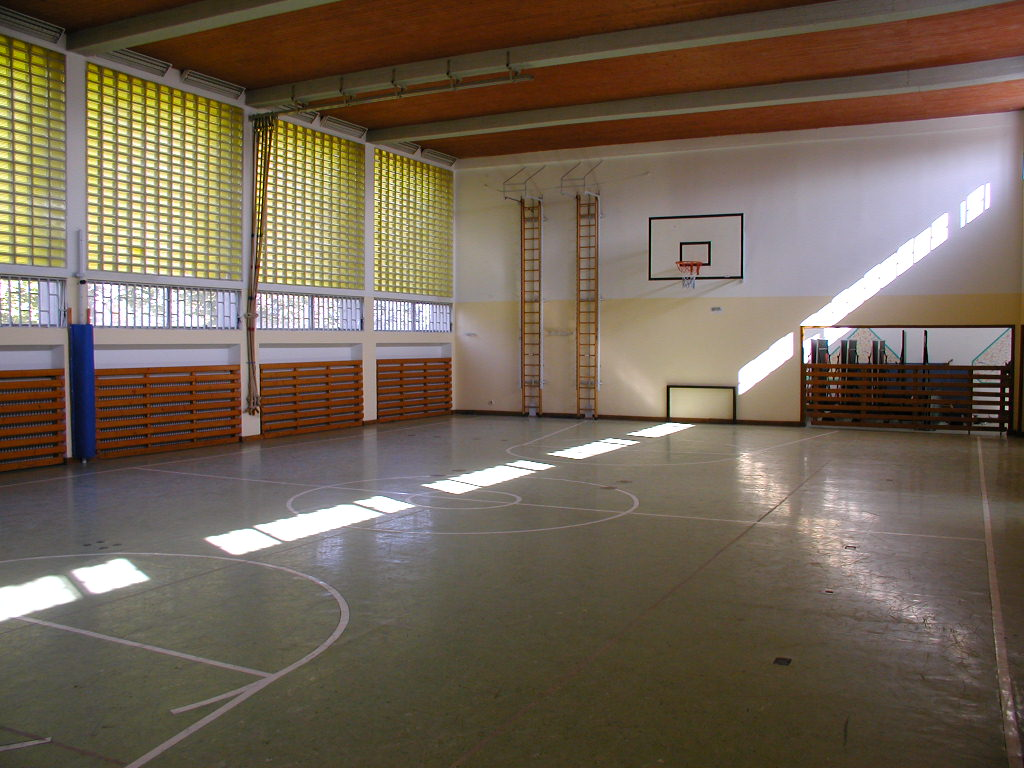
Turnsaal
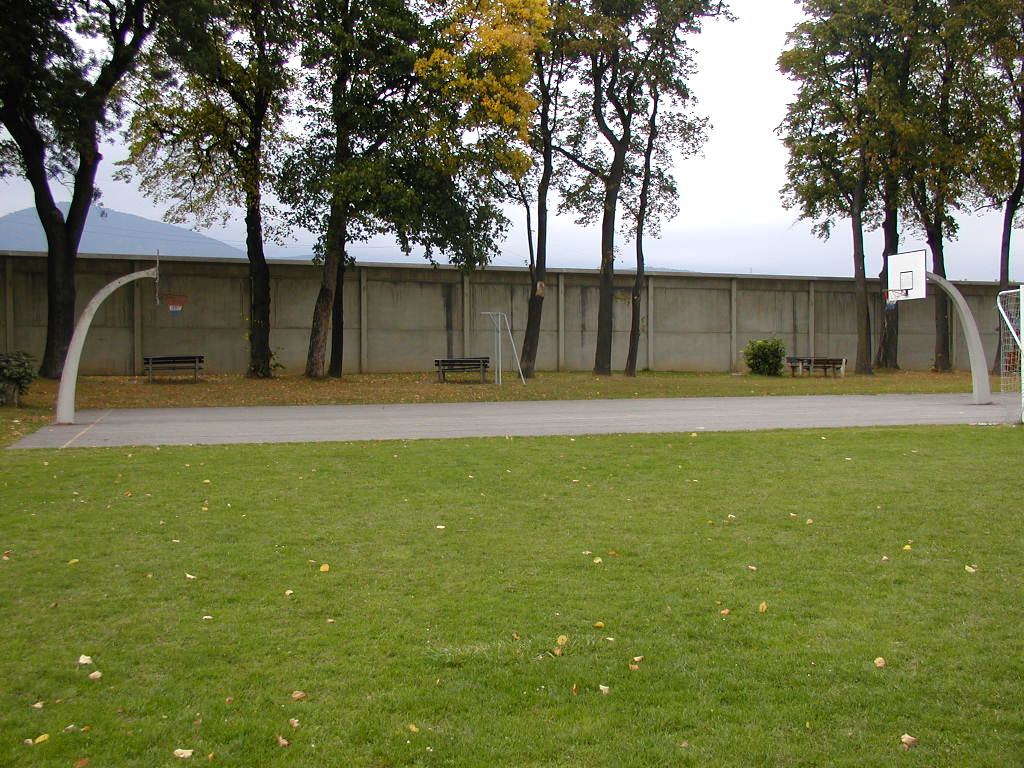
Basketballplatz

Die Justizanstalt Gerasdorf verfügt auch über einen so genannten Kultursaal. In diesem Kultursaal finden zumindest einmal im Quartal Auftritte von Künstlern statt. Ein Höhepunkt der Freizeitgestaltung ist das seit dem Jahr 1993 jährlich im Spätsommer stattfindende Sportfest. Dieses Sportfest dauert einen ganzen Tag und wird mit den Insassen gemeinsam organisiert.
Weiters dürfen Insassen bei Vorhandensein bestimmter Vollzugslockerungen auch an begleiteten Gruppenausgängen (bis zu sechs Insassen) teilnehmen. Bei diesen Gruppenausgängen soll das Verhalten der Insassen in der Öffentlichkeit verstärkt beobachtet und Auffälligkeiten sollen dokumentiert werden. Falls notwendig werden diese Auffälligkeiten mit dem betreffenden Insassen besprochen und gegebenenfalls korrigiert. Auch das soll den Insassen den Einstieg in ein Leben in Freiheit erleichtern.